# Сатакэ Ёсисигэ
Сатакэ Ёсисигэ (佐竹 義重, March 7, 1547 — May 19, 1612) — японский самурай, был старшим сыном Сатакэ Ёсиаки (1531—1565) и властвовал в замке Ота провинции Хитати. Восемнадцатый глава клана Сатакэ, возводящего свою родословную к Минамото.

## Биография
В 1562 году отец передал ему главенство над кланом, и Ёсисигэ, воинственный даймё, объединил под властью клана Сатакэ всю провинцию. Когда он захватил замок Сиракава, род Ходзё впервые заинтересовался им. В союзе с родами Сатоми и Уцуномия Ёсисигэ защищал Хитати от попыток вторжения рода Ходзё в течение многих лет.
В одном из таких столкновений, в битве при Нумадзири, войско численностью в 20 000 человек под предводительством Ёсисигэ встретилось с 80 000 войском Ходзё. Ёсисигэ победил, отчасти благодаря тому, что в его войске насчитывалось около 8600 аркебузиров.
В середине 1580-х, Ёсисигэ был вовлечён в действия против Датэ Масамунэ — так как был в союзе с кланами Асина и Сома — его войска участвовали в битве с силами Датэ в битве у моста Хитадори в 1585 году.
Ёсисигэ передал официальное главенство над кланом Сатакэ своему сыну Ёсинобу в 1589 году, но ещё долго участвовал в управлении.
Клан Сатакэ стал вассалами Тоётоми Хидэёси в 1590, и Ёсисигэ послал свои силы для оказания помощи в кампании Одавара. Когда же в 1600 между Токугавой Иэясу (с 1590 — могущественным соседом Сатакэ в Канто, бывшей вотчины Ходзё) и Исидой Мицунари разгорелся конфликт, Ёсинобу колебался. Сначала он решил присоединиться к коалиции Исиды, и отправил сообщения Уэсуги Кагэкацу, но, в последний момент, передумал и присоединился к Токугаве. После битвы при Сэкигахаре, Ёсисигэ смог заступиться за Ёсинобу, когда Токугава хотел наказать того за его нерешительное поведение; клан Сатакэ лишь отправили в провинцию Акита в 1602 году — и их доходы уменьшились более, чем в два раза (от 545 000 коку примерно до 200 000 коку). Ёсисигэ провёл остаток жизни в замке Рокуго.

## Личность
Ёсисигэ был известен как жестокий воин и ему дали прозвище «Демон Ёсисигэ» (Ôni Yoshishige).
Известно много историй из его жизни. Например, он говорил, что не спит на футоне, а только на одной циновке. Возможно, он делал так, потому что много времени провёл в походах и привык к суровым условиям.
После того, как он стал жить в замке Рокуго, его сын Ёсинобу, заботясь о его здоровье в холодном климате, послал отцу футон. Из уважения к сыну, Ёсисигэ пытался спать на футоне, но это оказалось для него слишком неудобно. Поэтому он вернулся к своей старой циновке и спал спокойно.